# Марк Ойтерхувен
Марк Ойтерхувен (на нидерландски: Mark Uytterhoeven) е белгийски телевизионен водещ.

## Биография
Той е роден на 6 март 1957 година в Мехелен. През 1980 година започва работа в телевизията и през следващите години се превръща в един от най-популярните спортни журналисти в страната. През 90-те години е водещ на поредица от телевизионни игри и хумористични предавания, които още повече увеличават популярността му. Най-успешно сред тях е „Alles Kan Beter“ (1997 – 1999), включващо сатирични коментари на други телевизионни предавания. През 2002 – 2006 година е водещ на късно токшоу, след което прекъсва кариерата си в телевизията.